# Eclipse lunar de 20 de dezembro de 1983
| Eclipse Lunar Penumbral 20 de dezembro de 1983 | Eclipse Lunar Penumbral 20 de dezembro de 1983 |
| --- | ---------------------------------------------- |
| A Lua cruzando a parte norte da faixa penumbral da Terra, de oeste para leste (da direita para a esquerda), com a Lua um pouco menos brilhante e ligeiramente mais escura na região sul do disco. |                                                |
| Gamma | +1,0746                                        |
| Saros (e membro) | 144 (14 de 71)                                 |
| Sequência de eclipses lunares |                                                |
| Anterior | 25 de junho de 1983                            |
| Próximo | 15 de maio de 1984                             |
| Duração (hr:mn:sc) |                                                |
| Penumbral | 4:12:15                                        |
| Fases e Horários do Eclipse (UTC) |                                                |
| P1 | 23:47:59 (19 de dezembro)                      |
| Máximo | 1:49:04                                        |
| P4 | 3:50:14                                        |

O eclipse lunar de 20 de dezembro de 1983 foi um eclipse penumbral, o segundo de dois eclipses lunares do ano, e único como penumbral. Teve magnitude penumbral de 0,8890 e umbral de -0,1167. Teve duração total de 252 minutos.
A Lua entrou na zona de penumbra da Terra, ao norte do cone de sombra, onde a faixa penumbral conseguiu cobrir grande parte da superfície, restando de fora apenas a extremidade norte. Com isso, o disco lunar se apresentou menos brilhante que o normal, e com a parte sul ligeiramente mais escura, já que estava mais próxima da região de sombra. Mesmo assim, os eclipses penumbrais são, de um modo geral, difíceis de serem percebidos visualmente.
Foi um dos eclipses penumbrais da Lua mais escuros desde 20 de janeiro de 1981, quando a zona de penumbra conseguiu alcançar toda a superfície lunar, tornando-se um eclipse do tipo penumbral total.
A Lua cruzou o norte da penumbra terrestre, em nodo descendente, dentro da constelação de Touro, próxima à constelação de Gêmeos, e também às estrelas Alnath (Touro), Propus e Tejat (Gêmeos).

## Série Saros
Eclipse pertencente ao ciclo lunar Saros de série 144, sendo de número 14, num total de 71 eclipses da série. O último eclipse desta série foi o eclipse parcial de 8 de dezembro de 1965, e o próximo será com o eclipse penumbral de 30 de dezembro de 2001.

## Visibilidade
Foi visível sobre o Atlântico, Américas, África, Europa, quase toda a Ásia, faixa leste do Pacífico e no Ártico.
| Região do planeta onde foi visível durante o máximo do eclipse - 1:49 UTC. A região do Atlântico norte obteve a melhor observação do meio do eclipse, de onde foi visível à meia-noite. |
| Mapa de visibilidade do eclipse |